# Porto Murtinho (kommun)
Porto Murtinho är en kommun i Brasilien.   Den ligger i delstaten Mato Grosso do Sul, i den södra delen av landet, 1 200 km sydväst om huvudstaden Brasília. Antalet invånare är 15 369.
Följande samhällen finns i Porto Murtinho:
- Porto Murtinho

I omgivningarna runt Porto Murtinho växer i huvudsak lövfällande lövskog. Trakten runt Porto Murtinho är nära nog obefolkad, med mindre än två invånare per kvadratkilometer.